# Bazex-Dupre-Christol-Syndrom
Das Bazex-Dupre-Christol-Syndrom (eigentlich Bazex-Dupré-Christol Syndrom) ist eine sehr seltene angeborene Genodermatose (Hautkrankheit) mit den Kennzeichen einer follikulären Atrophie der Haut (Atrophodermie), spärlicher Behaarung, verminderter Schweißsekretion und Neigung zu Basalzellkarzinomen.
Synonyme sind: englisch Bazex syndrome; BZX; Bazex-Dupre-Christol syndrome; BDCS; Follicular atrophoderma and basal cell carcinomas
Die Bezeichnung bezieht sich auf die Autoren der Erstbeschreibung aus dem Jahre  1964 durch den französischen Dermatologen André Bazex (1911–1944), den französischen Dermatologen André Dupré und B. Christol.
Das Syndrom ist nicht zu verwechseln mit dem Bazex-Syndrom, einer Paraneoplastischen Akrokeratose.

## Verbreitung
Die Häufigkeit wird mit unter 1 zu 1.000.000 angegeben, die Vererbung erfolgt X-chromosomal dominant.

## Ursache
Der Erkrankung liegen Mutationen wahrscheinlich im UBE2A-Gen am Genort Xq24-q27 zugrunde, welches bei der Reparatur UV-geschädigter Desoxyribonukleinsäure benötigt wird.

## Klinische Erscheinungen
Klinische Kriterien sind:
- Manifestation kurz nach Geburt oder im Säuglingsalter
- Hypotrichose (Kopf und Augenbrauen)
- Hypohidrose
- Prädisposition zu Basalzellkarzinomen, meist im Gesicht
- follikuläres Atrophoderm an Hand- und Fußrücken, Ellenbogen, Knien und Gesicht

## Differentialdiagnose
Abzugrenzen sind:
- Gorlin-Goltz-Syndrom
- Chondrodysplasia punctata durch X-chromosomale Deletion
- Rombo-Syndrom
- Syndrom der generalisierten basaloid-follikulären Hamartome[5]

## Therapie
Die Behandlung umfasst Lichtschutz und regelmäßige Suche nach Basalzellkarzinomen.